# Dell Inspiron
Dell Inspiron este o gamă de laptopuri produse de compania Dell.

## Modele
- 1000[note 1]
- 1100
- 1110
- 1150[note 2]
- 1050
- 1200
- 1300
- 1318
- 1320
- 1370
- 13R (N3010)
- 1410
- 1420
- 1425
- 1427
- 1440
- 1464
- 1470
- 14R (N4010)
- 1501
- 1505
- 1520
- 1521
- 1525
- 1526
- 1545
- 1546
- 1564
- 1570
- 15R (N5010)
- 1720
- 1721
- 1750
- 1764
- 17R (N7010)
- N7110
- 2000
- 2100
- 2200
- 2500 [note 3]
- 2600 [note 4]
- 2650 [note 5]
- 3000
- 300m
- 3200
- 3500
- 3520
- 3521
- 3543
- 3589
- 3700
- 3800
- 4000 [note 6]
- N4030
- 4100 [note 7]
- 4150 [note 8]
- 5000
- 5000e
- N5010
- N5110
- 500m [note 9]
- 5100 (see Inspiron 1150 note)
- 510m [note 10]
- 5150 (see Inspiron 1150 note)
- 5160 (see Inspiron 1150 note)
- 6000
- 600m [note 11]
- 630m
- 6400
- 640m
- 7000
- 700m
- 710m
- 5520
- 7720
- 7500
- 8000 [note 12]
- 8100 [note 13]
- 8200 [note 14]
- 8500 [note 15]
- 8600 [note 16]
- 9100
- 9200
- 9300
- 9400
- B120
- B130 [note 17]
- E1405
- E1505
- E1705
- M301Z
- M5010 (M501R)
- M5040 (august 2011)
- N5040
- N5050
- X200

- 700m
- Dell Latitude 13 7000

## Inspiron 1501

Laptop-ul Inspiron 1501 pornit

Laptop-ul Dell Inspiron 1501 are următoarele configurații:
Procesor: AMD Athlon 64 X2;
Memorie RAM: 900 MB;
Placă video: ATI Radeon Xpress Series, memorie: 320 MB;
Unitate DVD-RW 8x;
4xUSB 2.0, 3 in 1 Card Reader, Express Card Slot.
Cealaltǎ versiune are o singurǎ diferențǎ: procesorul.
Procesorul de la cealaltă versiune este: AMD Turion 64.